# Phrudocentra senescens
Phrudocentra senescens là một loài bướm đêm trong họ Geometridae.